# Burg Juis

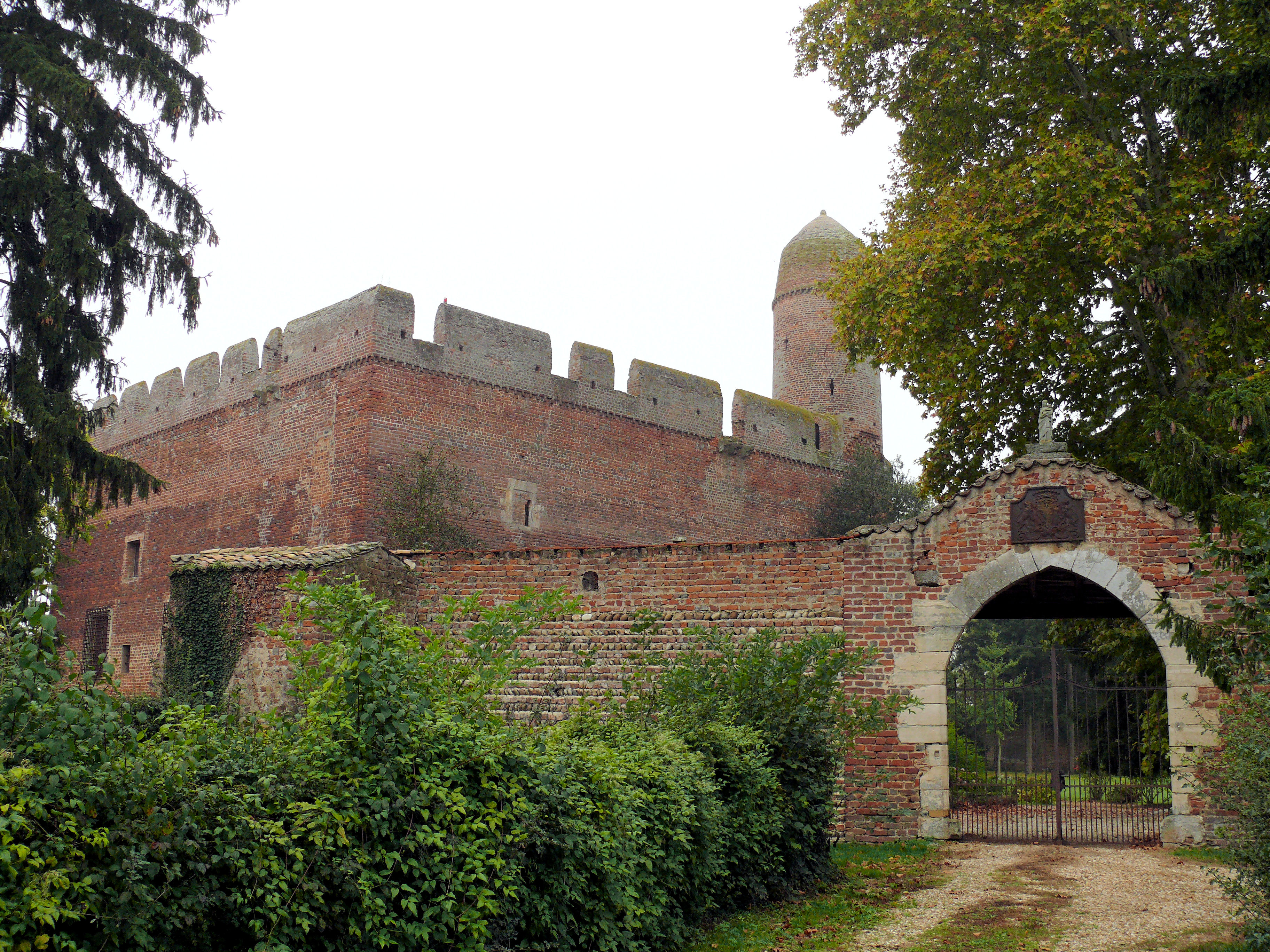
Burg Juis

Die Burg Juis ist eine ehemalige Burg aus dem 14. Jahrhundert, Zentrum der Herrschaft Juis, die zwei Kilometer südlich des Ortskerns der französischen Gemeinde Savigneux im Département Ain in der Region Auvergne-Rhône-Alpes liegt. Die Burg ist teilweise in die Liste der historischen Denkmäler eingetragen.

## Historischer Hintergrund
Die Seigneurie Juis war im 10. Jahrhundert im Besitz von Herren, die ihren Namen trugen. Der älteste bekannte Seigneur war Étienne de Juis, der um 994 Zeuge einer Schenkung von Bernard Gros de Brancion an das Kloster Cluny war. Zu den Nachkommen dieses Étienne gehört Pierre de Juis, der von 1398 bis 1411 Bischof von Mâcon war.
Im Jahr 1315 bekannte sich Jean de Juis, Damoiseau, als Lehnsmann von Humbert IV., Sire de Thoire-Villars, und huldigte ihm für seine Burg und seine Herrschaft, die Isabelle, seine Tochter, 1337 als Mitgift an Hugues de la Palud, Chevalier, Seigneur de Bouligneux, übergab. Von der Familie la Palud ging Juis in die Familie Groslée über. Jean de Groslée, Vogt von Mâcon, huldigt am 24. Februar 1373 Humbert VII. de Thoire-Villars.
Antoine de Groslée, einer der Nachfolger von Jean, verkaufte sie am 24. April 1452 an Amé, Seigneur de l'Aubépin, der es am 24. Mai 14593 an Jean II., Herzog von Bourbon, weiterverkaufte, der es am 29. Oktober 1465 gegen Zahlung von 8000 Écu an Johann II., Herzog von Kalabrien und Lothringen, den ältesten Sohn des Titulakönigs von Jerusalem und Sizilien und Ehemann von Marie de Bourbon, verschenkte. Dieser veräußerte sie am 5. November des folgenden Jahres an Aimard de Groslée, Chevalier, Seigneur de Bressieux, dessen Nachfolger, Antoine de Groslée, sie an Pierre de Balsac, Seigneur de Dunes et de Clermont (Haus Balzac), veräußerte.
Guillaume de Balsac, ein Knappe, übernahm das Lehen im Jahr 1541. Durch die Heirat von Jeanne de Balsac mit Claude d’Urfé, Vogt und Gouverneur von Forez, gelangte Juis an das Haus Urfé und später durch Tausch an das Haus Mars einzutreten. Antoine de Mars, Baron de Juis, starb kinderlos und hinterließ es seiner Frau Chrétienne de Champier, die es in ihrem Testament vom 22. Oktober 1622 ihrem Neffen Antoine de Champier, Seigneur de La Faverge, vermachte, dessen Sohn es am 7. April 1660 an Nicolas Deschamps, Seigneur de Curtille, verkaufte.
Am 8. November 1743 erhielt Gilbert de la Font den Zuschlag für die Baronie Juis, die auf Antrag der Gläubiger des Enkels von Nicolas Deschamps verkauft worden war, und lieferte in den Jahren 1745, 1758 und 1776 die Zahlungen.
Es ist bemerkenswert, dass die Kirche des Ortes innerhalb der Mauern der Burg gebaut worden war. Im Jahr 1700 wurde die Gemeinde, obwohl die Kirche noch in gutem Zustand war, aufgrund der Entvölkerung aufgegeben und der Gemeinde Savigneux angegliedert.

## Beschreibung
Die Burg existiert noch größtenteils; die ältesten Teile scheinen nicht älter als das 14. Jahrhundert zu sein, obwohl die Chevaliers de Juis seit dem 12. Jahrhundert erwähnt werden.
Die Burg besteht heute aus einer viereckigen, aus Ziegelsteinen errichteten Ringmauer. Eine „Laterne“, ein Turm mit einem glockenförmigen Dach, dominiert eine der Ecken der Burg. An zwei Seiten der hohen Mauer befinden sich angebaute Wohnhäuser, die einen sehr kleinen Innenhof lassen.

## Denkmalschutz
Die Fassaden und Dächer, der Brunnen im Innenhof und der verbleibende Teil der Umfassungsmauer wurden per Erlass vom 4. Mai 1984 in die Liste der historischen Denkmäler aufgenommen.